# Collegio di Paisley and Renfrewshire North
Paisley and Renfrewshire North è un collegio elettorale scozzese della Camera dei Comuni del Parlamento del Regno Unito. Elegge un membro del Parlamento con il sistema maggioritario a turno unico; rappresentante del collegio, dal 2024, è la laburista Alison Taylor.

## Estensione
Il collegio fu costituito nel 2005 unendo vecchie parti appartenute a Paisley North e Renfrewshire West.
Inizialmente il collegio comprendeva la parte settentrionale di Paisley, oltre alle città di Renfrew, Erskine, Bishopton, Langbank, Bridge of Weir, Houston, Craigends, Linwood, Ralston, oltre all'Aeroporto di Glasgow e all'Hillington Industrial Estate.
Il confine settentrionale del collegio era segnato dal fiume Clyde da Braehead a est fino a Langbank ad ovest.
Le aree vicine, ma esterne ai confini del collegio erano Kilmacolm, nel collegio di Inverclyde, Kilbarchan in quello di Paisley and Renfrewshire South e Johnstone sempre in Paisley and Renfrewshire South
Con la revisione dei collegi di Westminster del 2023, applicata per la prima volta alle elezioni del 2024, l'area del collegio è stata modificata in maniera sostanziale; contiene la parte settentrionale del Renfrewshire, parte di Paisley e le città di Renfrew, Erskine e Bishopton, insieme ai villaggi di Inchinnan e Langbank. Comprende anche Hillington e parte di Cardonald, quartieri di Glasgow. Linwood e Brookfield sono state spostate nel collegio di Paisley and Renfrewshire South e Bridge of Weir, Houston e Craigends nel nuovo Inverclyde and Renfrewshire West.

## Membri del parlamento
| Elezione | Elezione | Deputato       | Partito   |
| -------- | -------- | -------------- | --------- |
|          | 2005     | Jim Sheridan   | Laburista |
|          | 2015     | Gavin Newlands | SNP       |
|          | 2024     | Alison Taylor  | Laburista |

## Risultati elettorali

### Elezioni negli anni 2020
| Partito                    | Partito                                  | Candidato                  | Risultati 4 luglio 2024 | Risultati 4 luglio 2024 |
| Partito                    | Partito                                  | Candidato                  | Voti                    | %                       |
| -------------------------- | ---------------------------------------- | -------------------------- | ----------------------- | ----------------------- |
|                            | Laburista                                | Alison Taylor              | 19 561                  | 47,11                   |
|                            | SNP                                      | Gavin Newlands             | 13 228                  | 31,86                   |
|                            | Reform UK                                | Andrew Scott               | 3 228                   | 7,77                    |
|                            | Conservatore                             | David McGonigle            | 2 659                   | 6,40                    |
|                            | Verdi                                    | Jen Bell                   | 1 469                   | 3,54                    |
|                            | Lib Dem                                  | Grant Toghill              | 1 374                   | 3,31                    |
|                            |                                          |                            |                         |                         |
| Iscritti                   | Iscritti                                 | Iscritti                   | 71 103                  | 100,00                  |
| ↳ Votanti (% su iscritti)  | ↳ Votanti (% su iscritti)                | ↳ Votanti (% su iscritti)  | 41 519                  | 58,39                   |
| ↳ Astenuti (% su iscritti) | ↳ Astenuti (% su iscritti)               | ↳ Astenuti (% su iscritti) | 29 584                  | 41,61                   |
|                            |                                          |                            |                         |                         |
|                            | Esito: collegio passa da SNP a Laburista |                            |                         |                         |

### Elezioni negli anni 2010
| Partito                    | Partito                          | Candidato                  | Risultati 12 dicembre 2019 | Risultati 12 dicembre 2019 |
| Partito                    | Partito                          | Candidato                  | Voti                       | %                          |
| -------------------------- | -------------------------------- | -------------------------- | -------------------------- | -------------------------- |
|                            | SNP                              | Gavin Newlands             | 23 353                     | 47,00                      |
|                            | Laburista                        | Alison Taylor              | 11 451                     | 23,05                      |
|                            | Conservatore                     | Julie Pirone               | 11 217                     | 22,58                      |
|                            | Lib Dem                          | Ross Stalker               | 3 661                      | 7,37                       |
|                            |                                  |                            |                            |                            |
| Iscritti                   | Iscritti                         | Iscritti                   | 72 007                     | 100,00                     |
| ↳ Votanti (% su iscritti)  | ↳ Votanti (% su iscritti)        | ↳ Votanti (% su iscritti)  | 49 835                     | 69,21                      |
| ↳ Astenuti (% su iscritti) | ↳ Astenuti (% su iscritti)       | ↳ Astenuti (% su iscritti) | 22 172                     | 30,79                      |
|                            |                                  |                            |                            |                            |
|                            | Esito: collegio confermato a SNP |                            |                            |                            |

| Partito                    | Partito                          | Candidato                  | Risultati 8 giugno 2017 | Risultati 8 giugno 2017 |
| Partito                    | Partito                          | Candidato                  | Voti                    | %                       |
| -------------------------- | -------------------------------- | -------------------------- | ----------------------- | ----------------------- |
|                            | SNP                              | Gavin Newlands             | 17 455                  | 37,45                   |
|                            | Laburista                        | Alison Taylor              | 14 842                  | 31,84                   |
|                            | Conservatore                     | David Gardiner             | 12 842                  | 27,55                   |
|                            | Lib Dem                          | John Boyd                  | 1 476                   | 3,17                    |
|                            |                                  |                            |                         |                         |
| Iscritti                   | Iscritti                         | Iscritti                   | 67 460                  | 100,00                  |
| ↳ Votanti (% su iscritti)  | ↳ Votanti (% su iscritti)        | ↳ Votanti (% su iscritti)  | 46 615                  | 69,10                   |
| ↳ Astenuti (% su iscritti) | ↳ Astenuti (% su iscritti)       | ↳ Astenuti (% su iscritti) | 20 845                  | 30,90                   |
|                            |                                  |                            |                         |                         |
|                            | Esito: collegio confermato a SNP |                            |                         |                         |

| Partito                    | Partito                                  | Candidato                  | Risultati 7 maggio 2015 | Risultati 7 maggio 2015 |
| Partito                    | Partito                                  | Candidato                  | Voti                    | %                       |
| -------------------------- | ---------------------------------------- | -------------------------- | ----------------------- | ----------------------- |
|                            | SNP                                      | Gavin Newlands             | 25 601                  | 50,73                   |
|                            | Laburista                                | Jim Sheridan               | 16 525                  | 32,75                   |
|                            | Conservatore                             | John Anderson              | 6 183                   | 12,25                   |
|                            | Lib Dem                                  | James Speirs               | 1 055                   | 2,09                    |
|                            | Verdi                                    | Ryan Morrison              | 703                     | 1,39                    |
|                            | CISTA                                    | Andy Doyle                 | 202                     | 0,40                    |
|                            | TUSC                                     | Jim Halfpenny              | 193                     | 0,38                    |
|                            |                                          |                            |                         |                         |
| Iscritti                   | Iscritti                                 | Iscritti                   | 66 223                  | 100,00                  |
| ↳ Votanti (% su iscritti)  | ↳ Votanti (% su iscritti)                | ↳ Votanti (% su iscritti)  | 50 462                  | 76,20                   |
| ↳ Astenuti (% su iscritti) | ↳ Astenuti (% su iscritti)               | ↳ Astenuti (% su iscritti) | 15 761                  | 23,80                   |
|                            |                                          |                            |                         |                         |
|                            | Esito: collegio passa da Laburista a SNP |                            |                         |                         |

| Partito                    | Partito                                | Candidato                  | Risultati 6 maggio 2010 | Risultati 6 maggio 2010 |
| Partito                    | Partito                                | Candidato                  | Voti                    | %                       |
| -------------------------- | -------------------------------------- | -------------------------- | ----------------------- | ----------------------- |
|                            | Laburista                              | Jim Sheridan               | 23 613                  | 54,03                   |
|                            | SNP                                    | Mags MacLaren              | 8 333                   | 19,07                   |
|                            | Conservatore                           | Alistair Campbell          | 6 381                   | 14,60                   |
|                            | Lib Dem                                | Ruaraidh Dobson            | 4 597                   | 10,52                   |
|                            | Indipendente                           | Gary Pearson               | 550                     | 1,26                    |
|                            | Socialista                             | Chris Rollo                | 233                     | 0,53                    |
|                            |                                        |                            |                         |                         |
| Iscritti                   | Iscritti                               | Iscritti                   | 63 712                  | 100,00                  |
| ↳ Votanti (% su iscritti)  | ↳ Votanti (% su iscritti)              | ↳ Votanti (% su iscritti)  | 43 707                  | 68,60                   |
| ↳ Astenuti (% su iscritti) | ↳ Astenuti (% su iscritti)             | ↳ Astenuti (% su iscritti) | 20 005                  | 31,40                   |
|                            |                                        |                            |                         |                         |
|                            | Esito: collegio confermato a Laburista |                            |                         |                         |

### Elezioni negli anni 2000
| Partito                    | Partito                                      | Candidato                  | Risultati 5 maggio 2005 | Risultati 5 maggio 2005 |
| Partito                    | Partito                                      | Candidato                  | Voti                    | %                       |
| -------------------------- | -------------------------------------------- | -------------------------- | ----------------------- | ----------------------- |
|                            | Laburista                                    | Jim Sheridan               | 18 697                  | 45,73                   |
|                            | SNP                                          | Bill Wilson                | 7 696                   | 18,82                   |
|                            | Lib Dem                                      | Lewis Hutton               | 7 464                   | 18,26                   |
|                            | Conservatore                                 | Philip Lardner             | 5 566                   | 13,61                   |
|                            | Socialista                                   | Angela McGregor            | 646                     | 1,58                    |
|                            | Laburista Socialista                         | Katharine McGavigan        | 444                     | 1,09                    |
|                            | UKIP                                         | John Pearson               | 372                     | 0,91                    |
|                            |                                              |                            |                         |                         |
| Iscritti                   | Iscritti                                     | Iscritti                   | 63 094                  | 100,00                  |
| ↳ Votanti (% su iscritti)  | ↳ Votanti (% su iscritti)                    | ↳ Votanti (% su iscritti)  | 40 885                  | 64,80                   |
| ↳ Astenuti (% su iscritti) | ↳ Astenuti (% su iscritti)                   | ↳ Astenuti (% su iscritti) | 22 209                  | 35,20                   |
|                            |                                              |                            |                         |                         |
|                            | Esito: collegio a Laburista (nuovo collegio) |                            |                         |                         |

## Risultati dei referendum

### Referendum sulla permanenza del Regno Unito nell'Unione europea del 2016
|        | Collegio                       | Lasciare UE % | Rimanere in UE % |
| ------ | ------------------------------ | ------------- | ---------------- |
|        | Paisley and Renfrewshire North | 36,0%         | 64,0%            |
| Scozia | 38,0%                          | 62,0%         |                  |
|        | Regno Unito                    | 51,9%         | 48,1%            |